# Jondondschamtsyn Batsüch
Jondondschamtsyn Batsüch (mongolisch Ёндонжамцын Батсүх, englisch Yondonjamtsyn Batsükh; * 27. September 1945 in Chentii-Aimag) ist ein ehemaliger mongolischer Sportschütze.
Er nahm an den Olympischen Sommerspielen 1968 in Mexiko-Stadt und 1972 in München teil. Er trat jeweils in drei Wettkämpfen an: Freies Gewehr Dreistellungskampf 300 m, Kleinkaliber Dreistellungskampf 50 m und Kleinkaliber liegend 50 m. In den Wettkämpfen kam er auf Plätze zwischen 27 und 96.